# Rice-Eccles Stadium
Il Rice-Eccles Stadium è uno stadio di football americano situato a Salt Lake City, di proprietà della University of Utah.
Costruito nel 1927 come Ute Stadium, cambiò nome in Rice Stadium nel 1972 in onore di Robert L. Rice, filantropo che donò un milione di dollari per la prima ristrutturazione dello stadio. Una seconda ristrutturazione, stavolta più radicale, fu operata nel 1998, in occasione dei XIX Giochi olimpici invernali. Lo stadio cambiò nuovamente nome in onore di un altro filantropo, Spencer Eccles, che finanziò i lavori.
Lo stadio ospita le partite interne del Real Salt Lake e della formazione universitaria degli Utah Utes. Ha anche ospitato le cerimonie di apertura e di chiusura dei XIX Giochi olimpici invernali.